# Stephanostomum dentatum
Stephanostomum dentatum är en plattmaskart. Stephanostomum dentatum ingår i släktet Stephanostomum och familjen Acanthocolpidae. Inga underarter finns listade i Catalogue of Life.